# Kamiel D’Hooghe
Kamiel D’Hooghe (* 17. November 1929 in Vrasene, Provinz Ostflandern; † 23. Dezember 2021 in Grimbergen) war ein belgischer Organist und Musikpädagoge.

## Leben
Kamiel D’Hooghe studierte am Königlichen Konservatorium in Antwerpen bei Flor Peeters, Marinus De Jong, Jules Van Nuffel und Prosper Van Eechaute. Er erhielt das Hoger Diploma Orgel mit höchster Auszeichnung. Von 1946 bis 1950 war er Organist und Küster der Sint-Laurentius-Kirche in Verrebroek, einem Ortsteil der Gemeinde Beveren. 
Im Alter von 22 Jahren wurde D’Hooghe 1951 an die St.-Salvator-Kathedrale in Brügge berufen. Er war der erste Preisträger beim Internationalen Orgelwettbewerb in München 1955.
Anlässlich des zehnten Jahrestages der Orgelkonzerte in Brügge organisierte er 1964 die erste Internationale Orgelwoche Brügge im Rahmen des Festivals Musica Antiqua, dem Brügger Teil des Flandern-Festivals. 1965 beriet er die erste Internationale Cembalowoche, die bald weltweit bekannt wurde. Er war Jurymitglied bei den Orgelwettbewerben in den Jahren 1964, 1967, 1970 und 1973.
Von 1964 bis 1967 war D’Hooghe Direktor der nach Adriaan Willaert benannten Stedelijke Muziekacademie Adriaan Willaert in Roeselare. Nach der Aufspaltung des Königlichen Konservatoriums Brüssel in einen französischsprachigen und einen niederländischsprachigen Teil wurde er 1967 der erste Direktor des neu gebildeten niederländischsprachigen Instituts Koninklijk Conservatorium Brussel, wo er auch als Dozent für Orgel tätig war. Einige Jahre später wurde er verantwortlicher Direktor für die künstlerischen Fächer, am von ihm 1972 mitbegründeten Kunstgymnasium Kunsthumaniora Brüssel.
Der Orgelexperte war 1972 einer der Gründer der ersten handwerklich hergestellten flämischen Nachkriegsorgel in der Abtei Sint-Trudo in Brügge. Er wirkte mit an der ersten Bach-Orgel in der Sint-Gilliskerk in Brügge (1976), der ersten Sweelinck-Orgel (1981) und der ersten neuen südniederländischen Orgel im Barockstil in der Basilika St. Servatius in Grimbergen (2000), der Abteikirche, in der er seit 1994 ständiger Organist war.
Mit der Königlichen Denkmal- und Landschaftsschutzkommission (niederländisch Koninklijke Commissie voor Monumenten en Landschappen) unternahm D’Hooghe große Anstrengungen, um das historische Orgelerbe zu bewahren. Aus diesem Anliegen heraus wurde 1978 auf seine Initiative hin die Zeitschrift Orgelkunst gegründet, deren Ehrenvorsitzender er im Jahr 2005 wurde. Er war auch Mitbegründer der Organisation Het Orgel in Vlaanderen. Seit Januar 2011 war er Vorsitzender des Vereins Grimbergen Orgelt. 
Als Dozent für Orgel am Lemmensinstituut in Löwen, am Königlichen Konservatorium in Brüssel und am Conservatorium Maastricht in den Niederlanden bildete D’Hooghe zahlreiche Organisten aus. Sein Schüler Jan van Landeghem widmete ihm ein Werk mit dem Titel Fantasia op de naam Kamiel D'Hooghe.

## Auszeichnungen und Ehrungen
- 1988: Preis der Flämischen Gemeinschaft, als erster Musiker
- 1999: Ritter des päpstlichen Gregoriusordens
- 2015: Auszeichnung Gulden Spoor der Organisation Beweging Vlanderen – Europa
- Jan van Landeghem: Fantasia op de naam Kamiel D'Hooghe (Widmung)

## Schüler (Auswahl)
- János Pálúr
- Kristiaan Seynhave
- Jan van Landeghem

## Aufnahmen
D’Hooghes Arbeiten wurden bei Philips, Decca, Arcophon, CBS, René Gailly sowie im Documentatiecentrum Voor Orgel in Veurne aufgenommen. Er spielte an historischen Orgeln in Stalhille, Denderbelle, Aspelare, Nederzwalm, Onkerzele, Impde|Impde-Wolvertem, Moere, Haringe, O.-L.-V.- St.-Pieters in Gent und Vlaardingen. 
Auf der Orgel der Sint-Trudoabdij in Brügge spielte er Dieterich Buxtehudes Werk ein und realisierte eine CD mit Werken von J. S. Bach auf der restaurierten historischen Orgel der Sint-Germanuskerk in Tienen. Auf der Van-Peteghem-Orgel in der Sint-Pieterskerk in Bertem rekonstruierte er eine Orgelmesse – mit alternativer Aufführungspraxis – von François-Joseph Fétis.

## Schriften
D’Hooghe ist Herausgeber, Autor und Mitautor von Büchern, Artikeln und Fachbeiträgen über die Orgel, darunter
- Het rococo-orgel in Vlaanderen (1972)
- West-Vlaamse Orgelklanken (1997)
- Hedendaagse artisanale muziekinstrumentenbouw in Vlaanderen (1999)
- Over orgels in de lage landen (2001)